# Pizzaiolo et Mozzarel
Pour plus de détails, voir Fiche technique et Distribution.
Pizzaiolo et Mozzarel est un film français de comédie réalisé par Christian Gion et sorti en 1985.

## Synopsis
Carlo Monte (Aldo Maccione), pizzaïolo séducteur et responsable d'une paillote sur les plages du midi, est contacté par des barbouzes qui remarquent sa parfaite ressemblance avec le Président-Général Gonzales Y Ramirez, président à vie du Malaguénia.
Censé remplacer le dictateur en visite privée en France et annoncer son abdication en faveur des insurgés, il les fait arrêter et instaure la démocratie. Quant au tyran déchu, il se retrouve aux commandes de la paillote de Carlo aux couleurs quelque peu militarisées...

## Fiche technique
Source : IMDb, sauf mention contraire
- Réalisateur : Christian Gion
- Scénario et dialogues : Georges Wolinski
- Adaptation : Christian Gion, Georges Wolinski et André Nader (crédité comme gagman)
- Producteur : Christian Gion
- Musique du film : Gérard Gustin
- Directeur de la photographie : Jacques Assuérus
- Assistant opérateur : Yves Mirkine
- Montage : Pauline Leroy
- Création des décors : Georges Petitot
- Création des costumes : Olga Pelletier
- Société de production :  Lapaca Productions
- Format : Couleur
- Pays de production :  France
- Genre : comédie
- Durée : 1h19
- Date de sortie :	
  - France : 18 décembre 1985
- Affiche : Michel Landi (France)

## Distribution
- Aldo Maccione : Carlo Monte et Gonzales Y Ramirez
- Beth Todd : Edwige
- Sidney Duteil : Mozzarel
- Valentina Gras : Maria
- Marthe Villalonga : mère de Carlo
- Bernard Fontaine,  Nico il Grande, Salvatore Senna, Alberto Maccione, Don Roberto, Charly Bertoni, Auguste Danielle, Catherine Wachet, Huguette Soumeillant, Flora Alberti, Robert Darame, Jean Lemaître, Claude Rossignol, Isabelle Beaufils, Moussa Haissa, A.D. Van Galen, Frédéric Gérard, Christian Bianchi, Steve Tulan, Jean Corso, Jean-Marie Ferrari, Amos Frank, Pierre Castello, Roland Tibi, Jose Gonella, Rachel Sery, Valérie Rabatel, Isabelle Clapier, Myriam Catania, Bettina Gallasin, Sylvie Rudawer, Sylvie Lancel, Sisse Hasbo, Sophie Dalezio, Nathalie Meinder, Dominique Borde, Véronique Goujon, Lisa Turner, Martine Tremileski, Sarah Houdrouge, Daniel Auguste, Laurent Natrella